# 蕭耀南
萧耀南（1877年3月—1926年2月14日），字珩珊（又作衡山），湖北省黄州府黄冈县人。中华民国军事及政治人物。

## 生平

### 清末的事迹
萧耀南的祖父是塾師，父亲是魚商和行商。起初他有志于学问，后加入武昌軍队。1900年（光緒26年），他入張之洞創設的湖北将弁学堂，毕业后参加新建陆军。
1909年（宣統元年）冬，他任北洋第3鎮統制曹錕手下的参謀官，获得了曹錕的信任。1910年（宣統2年），他兼任第3鎮第9標第3营管带。1911年（宣統3年）他讨伐山西省的起义革命军，因击破革命軍的貢献而升任第12標標統。

### 直系的活動
中華民国成立後，第3鎮改组为第3師，曹錕继续任師長、蕭耀南继续任参謀長。1913年（民国2年），蕭任第9团团長。因讨伐河南省白朗的貢献，他获得陸軍少将銜。1914年（民国3年），曹錕任長江上遊警備司令，驻岳州（現在的湖南省岳陽市），蕭继续任司令部参謀長。
1915年（民国4年）12月，護国战争爆发，曹錕、蕭耀南入四川省討伐護国軍。此後，蕭任衛隊統領。1916年（民国5年）6月袁世凱死去后，曹改任直隷督軍，率3個混成旅。蕭任其手下第3混成旅旅長。
1917年（民国6年），段祺瑞、曹錕命令蕭耀南和吴佩孚进军湖南省同南方政府交战。1916年（民国7年）6月，吴和蕭拒绝同南方政府作战，并联名通電主张南北和平。1920年（民国9年）7月直皖战争中，蕭继续在吴的指揮下同皖系作战，为直系的勝利作出了貢献。此后，蕭升任第25師師長，驻鄭州，获授陸軍中将銜。

### 湖北督軍
1921年（民国10年）7月，湖北督軍王占元遭到主张「鄂人治鄂」的湖北省各阶层的反感。蕭耀南见势便有取代王占元之意。湖南督軍趙恒惕攻擊王占元之时，蕭故意不救王占元，王占元被迫下野。同年8月，蕭被任命为湖北督軍兼两湖巡閲使。1922年（民国11年）4月的第一次直奉战争中，蕭对南方的守备坚固，令吴佩孚无后顾之忧。
1923年（民国12年）2月7日，京漢铁路总工会遭到大規模鎮压（「二七惨案」）之際，蕭耀南奉吴佩孚之命大力进行武力镇压，成为二七大罢工的主要镇压者之一。同年10月曹錕的总統選举中，蕭为曹錕当選进行了各种工作。曹錕贿选当选大总统后，和吴佩孚渐生矛盾。蕭从中調停。曹錕当选大总統後，蕭继续任两湖巡閲使，并被授予上将軍、勋一位。1924年（民国13年）2月，他兼任湖北省長。

### 混战中死亡
同年9月，第二次直奉战争爆发，蕭耀南自然站在直系一方参战。馮玉祥的北京政变（首都革命）使直系敗北，蕭迎接了逃到湖北省的吴佩孚。蕭见国内情勢发生变化，遂同段祺瑞接近，不再打算积极支持吴佩孚。吴佩孚本想东山再起，但迫于压力而下野。
1925年（民国14年）7月奉系同南方的勢力扩大，蕭耀南再度迎接吴佩孚到湖北省。吴佩孚设立了讨伐奉系的十四省討賊聯軍司令部，蕭任湖北討賊聯軍总司令兼後方籌備总司令。此后，吴同奉系修复了关系。吴遂进军河南省讨伐馮玉祥，蕭则在湖北稳固后方。
在战争期间，1926年（民国15年）2月14日，蕭耀南因肺病发作而死亡。享年50岁（满48歳）。